# Campionati mondiali juniores di sci nordico 2014
I campionati mondiali juniores di sci nordico 2014 si sono svolti dal 27 gennaio al 3 febbraio 2014 in Val di Fiemme in Italia. Si sono disputate competizioni nelle diverse specialità dello sci nordico: combinata nordica, salto con gli sci e sci di fondo.
A contendersi i titoli di campioni mondiali juniores sono stati i ragazzi e le ragazze fino ai vent'anni (nati nel 1994 e più giovani).

## Risultati

### Uomini

#### Combinata nordica

##### Individuale 10km
| Posizione | Atleta                | Nazione   | Tempo   |
| --------- | --------------------- | --------- | ------- |
| 1         | Philipp Orter         | Austria   | 29:47,1 |
| 2         | Ilkka Herola          | Finlandia | 29:51,1 |
| 3         | David Welde           | Germania  | 30:19,4 |
| 4         | Hugo Buffard          | Francia   |         |
| 5         | Bernhard Flaschberger | Austria   |         |
| 6         | Sindre Pettersen      | Norvegia  |         |
| 7         | Jakob Lange           | Germania  |         |
| 8         | Terence Weber         | Germania  |         |
| 9         | Marcus Torni          | Finlandia |         |
| 10        | Martin Fritz          | Austria   |         |

30 gennaio

Trampolino: Giuseppe Dal Ben HS106

Fondo: 10 km

##### Individuale 5km
| Posizione | Atleta               | Nazione   | Tempo   |
| --------- | -------------------- | --------- | ------- |
| 1         | Philipp Orter        | Austria   | 13:44,2 |
| 2         | David Welde          | Germania  | 13:44,3 |
| 3         | Martin Fritz         | Austria   | 13:46,0 |
| 4         | Evgenij Klimov       | Russia    |         |
| 5         | Tomáš Portyk         | Rep. Ceca |         |
| 6         | Jarl Magnus Riiber   | Norvegia  |         |
| 7         | Kristjan Ilves       | Estonia   |         |
| 8         | Harald Johnas Riiber | Norvegia  |         |
| 9         | Hugo Buffard         | Francia   |         |
| 10        | Jakob Lange          | Germania  |         |

1º febbraio

Trampolino: Giuseppe Dal Ben HS106

Fondo: 5 km

##### Gara a squadre
| Posizione | Nazione     | Atleti                                                               | Tempo   |
| --------- | ----------- | -------------------------------------------------------------------- | ------- |
| 1         | Austria     | Bernhard Flaschberger Martin Fritz Fabian Steindl Philipp Orter      | 53:57,6 |
| 2         | Germania    | Dominik Schwaar Terence Weber Jakob Lange David Welde                | 54:02,1 |
| 3         | Norvegia    | Sindre Pettersen Jarl Magnus Riiber Sigmund Kielland Emil Vilhelmsen | 55:10,3 |
| 4         | Finlandia   | Marcus Torni Ville Heikkinen Arttu Mäkiaho Arttu Ålander             |         |
| 5         | Francia     | Hugo Buffard Thomas Strappazzon Laurent Muhlethaler Tom Balland      |         |
| 6         | Russia      | Aleksandr Ovsjannikov Maksim Kipin Nikita Oks Evgenij Klimov         |         |
| 7         | Polonia     | Krystian Gryczuk Michał Pytel Jan Łowisz Marcin Budz                 |         |
| 8         | Italia      | Raffaele Buzzi Luca Gianmoena Martin Taschler Paolo Corradini        |         |
| 9         | Stati Uniti | Jasper Good Erik Lynch Ben Berend Aleck Gantick                      |         |
| 10        | Giappone    | Gō Yamamoto Hisaki Nagamine Ryōta Yamamoto Shota Horigome            |         |

2 febbraio

Trampolino: Giuseppe Dal Ben HS106

Fondo: 4x5 km

#### Salto con gli sci

##### Trampolino normale
| Posizione | Atleta              | Nazione   | Tempo |
| --------- | ------------------- | --------- | ----- |
| 1         | Jakub Wolny         | Polonia   | 231,5 |
| 2         | Patrick Streitler   | Austria   | 230,7 |
| 3         | Evgenij Klimov      | Russia    | 229,7 |
| 4         | Sebastian Bradatsch | Germania  |       |
| 5         | Elias Tollinger     | Austria   |       |
| 6         | Krzysztof Biegun    | Polonia   |       |
| 7         | Jarkko Määttä       | Finlandia |       |
| 8         | Klemens Murańka     | Polonia   |       |
| 9         | Cene Prevc          | Slovenia  |       |
| 10        | Paul Winter         | Germania  |       |

31 gennaio

Trampolino: Giuseppe Dal Ben HS106

##### Gara a squadre
| Posizione | Nazione   | Atleti                                                                               | Tempo  |
| --------- | --------- | ------------------------------------------------------------------------------------ | ------ |
| 1         | Polonia   | Jakub Wolny Aleksander Zniszczoł Krzysztof Biegun Klemens Murańka                    | 1027,0 |
| 2         | Austria   | Simon Greiderer Ulrich Wohlgenannt Elias Tollinger Patrick Streitler                 | 1022,4 |
| 3         | Norvegia  | Daniel-André Tande Johann André Forfang Hans Petter Bergquist Mats Søhagen Berggaard | 1011,4 |
| 4         | Finlandia | Jarkko Määttä Aapo Lehtinen Miika Ylipulli Santeri Ylitapio                          |        |
| 5         | Germania  | Paul Winter Michael Herrmann Dominik Mayländer Sebastian Bradatsch                   |        |
| 6         | Slovenia  | Cene Prevc Tomaž Verbajs Andraž Modic Anže Lanišek                                   |        |
| 7         | Svizzera  | Andreas Schuler Tobias Birchler Luca Egloff Kilian Peier                             |        |
| 8         | Italia    | Zeno Di Lenardo Federico Cecon Alex Insam Daniele Varesco                            |        |
| 9         | Russia    | Sergej Šulaev Michail Nazarov Aleksej Kamynin Vladislav Bojarincev                   |        |
| 10        | Rep. Ceca | Filip Sakala Jan Michálek Vojtěch Štursa František Holík                             |        |

1º febbraio

Trampolino: Giuseppe Dal Ben HS106

#### Sci di fondo

##### Sprint
| Posizione | Atleta             | Nazione   |
| --------- | ------------------ | --------- |
| 1         | Jean Tiberghien    | Francia   |
| 2         | Oskar Svensson     | Svezia    |
| 3         | Joni Mäki          | Finlandia |
| 4         | Lauri Vuorinen     | Finlandia |
| 5         | Evgenij Vachrušev  | Russia    |
| 6         | Kentaro Ishikawa   | Giappone  |
| 7         | Even Sæteren Hippe | Norvegia  |
| 8         | Johan Hoel         | Norvegia  |
| 9         | Even Northug       | Norvegia  |
| 10        | Joonas Sarkkinen   | Finlandia |

29 gennaio

Tecnica libera

##### Skiathlon
| Posizione | Atleta                | Nazione     | Tempo   |
| --------- | --------------------- | ----------- | ------- |
| 1         | Eirik Sverdrup Augdal | Norvegia    | 56:09,6 |
| 2         | Aleksej Červotkin     | Russia      | 56:19,6 |
| 3         | Johan Hoel            | Norvegia    | 56:20,9 |
| 4         | Olžas Klimin          | Kazakistan  |         |
| 5         | Petr Knop             | Rep. Ceca   |         |
| 6         | Oskar Svensson        | Svezia      |         |
| 7         | Evgenij Vachrušev     | Russia      |         |
| 8         | Evgenij Grigor'ev     | Russia      |         |
| 9         | Aleksandr Bakanov     | Russia      |         |
| 10        | Patrick Caldwell      | Stati Uniti |         |

31 gennaio

10km tecnica classica - 10km tecnica libera

##### 10 km
| Posizione | Atleta                | Nazione  | Tempo   |
| --------- | --------------------- | -------- | ------- |
| 1         | Roman Kajgorodov      | Russia   | 26:36,9 |
| 2         | Jens Burman           | Svezia   | 26:42,4 |
| 3         | Petter Reistad        | Norvegia | 26:42,8 |
| 4         | Jules Lapierre        | Francia  |         |
| 5         | Simon Lageson         | Svezia   |         |
| 6         | Marcus Ruus           | Svezia   |         |
| 7         | Valentin Chauvin      | Francia  |         |
| 8         | Eirik Sverdrup Augdal | Norvegia |         |
| 9         | Aleksej Červotkin     | Russia   |         |
| 10        | Aleksandr Bakanov     | Russia   |         |

2 febbraio

Tecnica classica

##### Staffetta 4x5 km
| Posizione | Nazione    | Atleti                                                                 | Tempo   |
| --------- | ---------- | ---------------------------------------------------------------------- | ------- |
| 1         | Norvegia   | Eivind Krane Heimdal Petter Reistad Johan Hoel Eirik Sverdrup Augdal   | 53:36,6 |
| 2         | Francia    | Richard Jouve Valentin Chauvin Jules Lapierre Jean Tiberghien          | 53:37,6 |
| 3         | Russia     | Aleksandr Bakanov Roman Kajgorodov Evgenij Vachrušev Aleksej Červotkin | 53:37,7 |
| 4         | Svezia     | Simon Lageson Jens Burman Marcus Ruus Oskar Svensson                   |         |
| 5         | Finlandia  | Lauri Vuorinen Joonas Sarkkinen Markus Hietanen Joni Mäki              |         |
| 6         | Svizzera   | Beda Klee Jason Rüesch Cédric Steiner Marino Capelli                   |         |
| 7         | Kazakistan | Olžas Klimin Sergej Malyšev Renat Muchin Maksim Serov                  |         |
| 8         | Italia     | Sebastiano Pellegrin Matthias Peer Mikael Abram Manuel Perotti         |         |
| 9         | Germania   | Marius Cebulla Janosch Brugger Christian Stiebritz Tobias Trenkle      |         |
| 10        | Rep. Ceca  | Luděk Šeller Petr Knop Jakub Antoš Jacob Kordutch                      |         |

3 febbraio

### Donne

#### Salto con gli sci

##### Trampolino normale
| Posizione | Atleta            | Nazione   | Tempo |
| --------- | ----------------- | --------- | ----- |
| 1         | Sara Takanashi    | Giappone  | 262,9 |
| 2         | Coline Mattel     | Francia   | 248,7 |
| 3         | Maren Lundby      | Norvegia  | 246,2 |
| 4         | Yūki Itō          | Giappone  |       |
| 5         | Katharina Althaus | Germania  |       |
| 6         | Urša Bogataj      | Norvegia  |       |
| 7         | Julia Clair       | Francia   |       |
| 8         | Špela Rogelj      | Slovenia  |       |
| 9         | Gianina Ernst     | Germania  |       |
| 10        | Susanna Forsström | Finlandia |       |

28 gennaio

Trampolino: Giuseppe Dal Ben HS106

##### Gara a squadre
| Posizione | Nazione   | Atleti                                                                | Tempo |
| --------- | --------- | --------------------------------------------------------------------- | ----- |
| 1         | Giappone  | Yūki Itō Haruka Iwasa Yurina Yamada Sara Takanashi                    | 919,0 |
| 2         | Slovenia  | Urša Bogataj Barbara Klinec Anja Javoršek Špela Rogelj                | 870,2 |
| 3         | Francia   | Léa Lemare Marie Hoyau Julia Clair Coline Mattel                      | 856,9 |
| 4         | Germania  | Anna Rupprecht Veronika Zobel Gianina Ernst Katharina Althaus         |       |
| 5         | Austria   | Sonja Schoitsch Lisa Wiegele Elisabeth Raudaschl Chiara Hölzl         |       |
| 6         | Russia    | Natal'ja Solov'eva Dar'ja Grušina Aleksandra Kustova Sof'ja Tichonova |       |
| 7         | Rep. Ceca | Michaela Rajnochová Barbora Blažková Michaela Doleželová Lucie Míková |       |

30 gennaio

Trampolino: Giuseppe Dal Ben HS106

#### Sci di fondo

##### Sprint
| Posizione | Atleta             | Nazione   |
| --------- | ------------------ | --------- |
| 1         | Jonna Sundling     | Svezia    |
| 2         | Lotta Udnes Weng   | Norvegia  |
| 3         | Julija Belorukova  | Russia    |
| 4         | Natal'ja Neprjaeva | Russia    |
| 5         | Nadine Fähndrich   | Svizzera  |
| 6         | Anna Dyvik         | Svezia    |
| 7         | Anamarija Lampič   | Slovenia  |
| 8         | Mari Støen Gussiås | Norvegia  |
| 9         | Petra Hynčicová    | Rep. Ceca |
| 10        | Alice Canclini     | Italia    |

29 gennaio

Tecnica libera

##### Skiathlon
| Posizione | Atleta             | Nazione  | Tempo   |
| --------- | ------------------ | -------- | ------- |
| 1         | Sarah Schaber      | Germania | 30:45,8 |
| 2         | Alisa Žambalova    | Russia   | 30:47,9 |
| 3         | Anna Dyvik         | Svezia   | 30:48,8 |
| 4         | Lotta Udnes Weng   | Norvegia |         |
| 5         | Natal'ja Neprjaeva | Russia   |         |
| 6         | Anastasija Sedova  | Russia   |         |
| 7         | Julija Belorukova  | Russia   |         |
| 8         | Jonna Sundling     | Svezia   |         |
| 9         | Julia Belger       | Germania |         |
| 10        | Katharina Hennig   | Germania |         |

31 gennaio

5km tecnica classica - 5km tecnica libera

##### 5 km
| Posizione | Atleta                  | Nazione   | Tempo   |
| --------- | ----------------------- | --------- | ------- |
| 1         | Natal'ja Neprjaeva      | Russia    | 14:05,0 |
| 2         | Sofia Henriksson        | Svezia    | 14:07,7 |
| 3         | Anastasija Sedova       | Russia    | 14:18,6 |
| 4         | Alisa Žambalova         | Russia    |         |
| 5         | Julia Belger            | Germania  |         |
| 6         | Julija Belorukova       | Russia    |         |
| 7         | Kozue Takizawa          | Giappone  |         |
| 8         | Ingeranne Strøm Nakstad | Norvegia  |         |
| 9         | Anna Dyvik              | Svezia    |         |
| 10        | Elsa Airaksinen         | Finlandia |         |

2 febbraio

Tecnica classica

##### Staffetta 4x3,3 km
| Posizione | Nazione   | Atleti                                                                    | Tempo   |
| --------- | --------- | ------------------------------------------------------------------------- | ------- |
| 1         | Svezia    | Anna Dyvik Sofia Henriksson Maja Dahlqvist Jonna Sundling                 | 39:54,8 |
| 2         | Russia    | Alisa Žambalova Julija Belorukova Anastasija Sedova Natal'ja Neprjaeva    | 40:02,5 |
| 3         | Norvegia  | Lovise Heimdal Ingeranne Strøm Nakstad Tiril Udnes Weng Lotta Udnes Weng  | 40:21,6 |
| 4         | Germania  | Katharina Hennig Katherine Sauerbrey Julia Belger Sarah Schaber           |         |
| 5         | Svizzera  | Alina Meier Lydia Hiernickel Stefanie Arnold Nadine Fähndrich             |         |
| 6         | Finlandia | Nea Katajala Elsa Airaksinen Katri Lylynperä Jasmi Joensuu                |         |
| 7         | Slovenia  | Anamarija Lampič Anita Klemenčič Manca Slabanja Lea Einfalt               |         |
| 8         | Rep. Ceca | Petra Hynčicová Šárka Jirásková Anna Sixtová Andrea Klementová            |         |
| 9         | Italia    | Arianna De Martin Pinter Anna Comarella Caterina Ganz Alice Canclini      |         |
| 10        | Canada    | Frédérique Vézina Dahria Beatty Anne-Marie Comeau Katherine Stewart-Jones |         |

3 febbraio